# Lepidopus calcar
Lepidopus calcar är en fiskart som beskrevs av Nikolai V. Parin och Mikhailin 1982. Lepidopus calcar ingår i släktet Lepidopus och familjen Trichiuridae. Inga underarter finns listade i Catalogue of Life.